# Anacampsis malella
Anacampsis malella is een vlinder uit de familie tastermotten (Gelechiidae). De wetenschappelijke naam is voor het eerst geldig gepubliceerd in 1959 door Amsel.
De soort komt voor in Europa.